# 磯貝英夫
磯貝 英夫（いそがい ひでお、1923年1月2日 -2016年1月13日）は、日本近代文学の研究者。広島大学名誉教授、ノートルダム清心女子大学名誉教授。

## 略歴
愛知県生まれ。広島文理科大学卒業。広島大学附属高等学校教諭、1957年広島女子短期大学講師、1960年助教授、1962年広島大学文学部助教授、教授、1986年定年退官、名誉教授、ノートルダム清心女子大学教授、のち退職し名誉教授。
近現代日本文学を研究した。

## 著書
- 『昭和文学作家研究』柳原書店 1955
- 『資料集成日本近代文学史』右文書院 1968
- 『森鷗外 明治二十年代を中心に』明治書院 1979
- 『現代文学史論』明治書院 1980
- 『昭和初頭の作家と作品』明治書院 1980
- 『戦前・戦後の作家と作品』明治書院 1980
- 『文学論と文体論』明治書院 1980

### 共編著
- 『戦後小説の教え方』野地潤家共編著 右文書院(教え方叢書）1977
- 『鑑賞日本現代文学 第1巻 森鴎外』角川書店 1981
- 『井伏鱒二研究』渓水社 1984
- 『類語活用辞典』室山敏昭共編 東京堂出版 1989